# 正寿ちゃん誘拐殺人事件
正寿ちゃん誘拐殺人事件（まさとしちゃんゆうかいさつじんじけん）は、1969年（昭和44年）9月10日に東京都渋谷区で発生した誘拐殺人事件。犯行当時19歳の少年による少年犯罪である。
東京都内で発生した身代金要求を伴う誘拐事件は当時、吉展ちゃん誘拐殺人事件以来6年ぶりだった。

## 概要

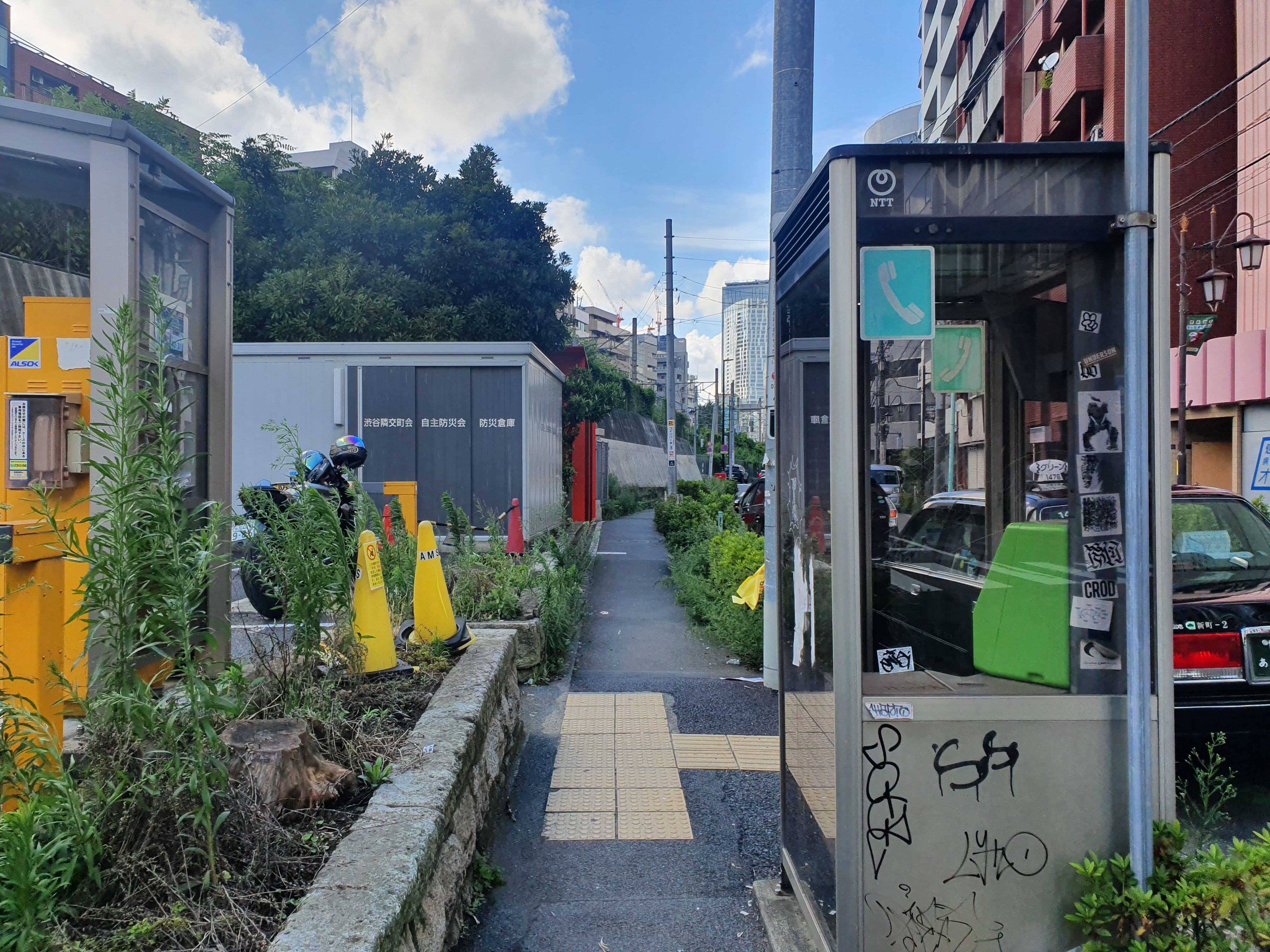
正寿ちゃん誘拐殺人事件が発生したとされる場所の現況（2022年7月撮影）

加害者の少年K（当時19歳0か月）は身代金を得る目的で、渋谷区恵比寿一丁目の質屋「甲」の経営者Xの息子である男児A（当時・渋谷区立広尾小学校1年生）を誘拐し、日本国有鉄道（国鉄）山手線・恵比寿駅前の公衆便所内で刺殺。スーツケースに死体を入れ、渋谷駅（東急東横線）構内の荷物一時預かり所へ預けることで遺棄した。
また、Kは本事件前にも女優や女性歌手、別の質屋の子供を標的とした身代金目的の誘拐を企てていたほか、給油所を経営する石油会社を脅迫して金を得ようとしたり、男児Aの祖父Yが経営していた質屋「乙」を脅迫するために「乙」に放火しようとしていた。
加害者Kは、本事件における身代金目的略取および身代金要求の罪・殺人罪・死体遺棄罪のほか、別の質屋の子供を誘拐しようとした身代金目的拐取予備の罪や、恐喝未遂罪・現住建造物放火未遂罪などの余罪でも起訴された。
被告人Kは、刑事裁判の第一審（東京地裁）で1972年（昭和47年）に死刑判決を言い渡され、東京高裁へ控訴したが、それも1976年（昭和51年）の判決で棄却された。そして、1977年（昭和52年）12月に最高裁で上告棄却の判決を受けたことにより、1978年（昭和53年）1月に死刑が確定。1979年（昭和54年）に東京拘置所で死刑を執行された（少年死刑囚）。
本事件と同じ1969年には永山則夫（当時19歳）による「連続射殺魔108号事件」が発生しており、両事件とも「恐るべき19歳の犯罪」として社会に衝撃を与えた。また、同年は本事件を含め、9月19日時点で誘拐・連れ去り事件が計22件発生しており、（Aを含む）4人の子供が殺害されていた。
東京地方検察庁の検察官は被告人Kに死刑を求刑した際の論告で、「本事件は雅樹ちゃん誘拐殺人事件（1960年）・吉展ちゃん誘拐殺人事件と並ぶ三大凶悪事件」と陳述したほか、死刑を宣告した東京地裁 (1972) も「通学途中の小学生に対する犯行だったため、学校・幼稚園に通う児童やその親・関係者のみならず、一般社会にも児童の通学などの安全について大きな不安を与え、社会の多くの人が被害者Aへの深い同情と、犯人への強い怒りを抱いた事件だ。幼児・児童を対象とした身代金目的誘拐事件は、その実行の容易さ故に模倣性・伝播性があり、同種事犯の禁遏のため、犯人に対し厳罰を科す必要性が小さくない」と指摘している。

## 加害者K
加害者の少年K・T（事件当時19歳）は1950年（昭和25年）8月28日生まれ。長崎県長崎市内で、長崎市役所港湾課の職員だった父親の下に五男（5人兄弟の末弟）として生まれた。幼少期の家の暮らしは楽ではなく、母が内職で家計を助けていたが、Kが小学校に入学するころには暮らし向きも徐々に良くなっていた。家族仲は円満だったが、Kは幼少期から内向的・消極的な性格で、落ち着きがなく注意力も散漫だった。
Kは小中学校時代、学業成績は「中の下」で、兄たちより劣っていたが、体育実技には優れ、中学時代は運動部で活躍し、東京オリンピックの際は聖火リレーの随走者に選ばれたりもした。また、小学校時代は内向的な性格で、中学時代の担任は「Kは親しい友達はいなかったが、おとなしくて誰にでも優しい性格で、級友と喧嘩したことはなかった」と証言している。
Kは長崎市立大浦中学校を卒業後、就職を一応希望したが、家族の勧めもあって進学することになり、公立定時制高校を受験したが、不合格になったため、比較的学力程度の低いと評されている長崎市内の私立高校に入学。高校時代は校内競技大会で、クラスのバレーボールチームを率いて優勝の原動力になるなど、陽気な性格で、入学から4か月間は真面目に通学していた。しかし、まもなく学校が嫌になったことや、家族から理容師や自動車整備士など、職を手につける道に進むことを勧められたのに対し、気が進まなかったことから、1年生の夏休み中である1966年（昭和41年）8月5日、父名義の預金を勝手に引き出したりして得た約10万円を持って家出し、高校も中退した。そして、週刊誌の広告で知った熱帯魚飼育の仕事をすることを思いつき、神戸市に行ったが、探していた熱帯魚店が見つからなかったため、同月16日から市内のパチンコ店に住み込んで働いた。1967年（昭和42年）2月末に同店を辞め、同時に店を辞めた者の誘いでともに上京し、同年3月初旬からは東京都品川区西大井の印刷所に住み込みで勤めたが、その後、当時蒲田に住んでいた三兄と連絡を取ったため、同年5月末に退職。当時、Kは勤務ぶりは真面目だったが、非社交的な性格のため無口で、親しい友達もおらず、一人で映画やテレビを見たり、漫画を読むことを趣味とするような生活を送っていた。

## 事件前の経緯

### 犯罪計画
退職後、Kはまもなく長崎の実家に戻り、しばらく遊んで過ごした後、同年8月1日から同市内の石油会社に入社し、ガソリンスタンドの給油・パンク修理などの仕事に従事。しかし、昔の知人から依然として冷たくあしらわれたように感じたことから、実力で同級生・同僚に仕返ししようと決意した。
やがて、Kは芸能娯楽雑誌などで紹介された映画スターなどの豪華な私生活に憧れ、容貌もスタイルも頭も良く、金があり、体力もあってスポーツが堪能で、外国語も上手な映画の主人公のようなカッコいい男を強く夢に描くようになり、「自分も金を得て、いい家に住んで贅沢な生活をし、ボディ・ビルで体を鍛え、各種のスポーツが上手で英語も喋れる男になりたい。そうなれば、自分を馬鹿にしたり威張っていたりした者たちを見返してやることもできる」などと考えるようになった。そのような欲望を満たすための資金獲得の方法として、同年秋ごろからは女優や女性歌手を標的とした身代金目的の誘拐を半ば空想的に頭に描くようになり、ノートに100名以上の女優や女性歌手の名前や、身代金の金額を記入したりした。やがて、その計画はエスカレートし、1968年（昭和43年）5月ごろには「誘拐した女優らの裸体写真を撮ったり、強引に肉体関係を結んだりして、それを種に脅せば、相手は人気商売だから要求通り金を出すだろう」と考えたり、奪った身代金の使途をノートに記入したりした。
その間も石油会社で働き続けていたが、職場に楽しさを感じることができず過ごすうち、「贅沢でカッコいい生活をしたい」という欲求は次第に強まっていき、最終的には「誘拐計画を実現するため、時期を見て会社をやめて上京しよう」と考えていた。そのような中、同年7月初めごろに上司から仕事に不手際があったとして殴られたりしたため、ますます仕事が嫌になり、上京の決意を固め、同月25日には親にも相談せず石油会社を退職。翌26日、家人に「俺も男や。一人ででっかいこと、一生一度の人生だ。のらりくらりやっておれん」と記した書き置きを残して家を出、同月28日に東京に着いた。

### 上京後

#### 誘拐未遂
上京直後、Kは東京都北区稲付町一丁目224番地の簡易旅館に投宿したが、女優などの誘拐には仲間や車が必要で、すぐにその計画を実行することは困難だった。そのため、Kは「まず部屋を借り、家具などを揃えた豊かな生活をしたい」との気持ちから、質屋の子供を誘拐して身代金100万円程度を脅し取ることを思いつき、同月29日には赤羽周辺を徘徊して質屋を物色した。そして、北区志茂二丁目の質店「春」で腕時計・カメラを購入した際、土間に脱いであった履物の様子から「この店には中学生くらいの息子がいる」と知り、その息子を誘拐して身代金を得ることを決意。
同店の三男である春三（仮名・当時17歳）が下校する際に誘拐しようと考え、同年7月29日 - 8月9日ごろまでの間に（後にAを殺害する際に用いた）くり小刀1本、鎮静剤ブネッテン60錠入り2瓶を購入し、後者は1瓶のほとんどをすりこぎ・すり鉢で粉末にした。その後、興信所の者を用いて春三を誘拐する計画に変更し、8月9日には赤羽町一丁目の喫茶店で興信所調査員と面談し、偽名を名乗った上で「友人からの頼みで、翌日（8月10日）17時に「春」の末っ子春三を旅館まで連れてきてもらいたい」と依頼した。その上で、指定した旅館の部屋を予約し、拐取の準備をした。しかし、興信所調査員からは依頼を不審に思われており、彼に再び電話連絡した際に怪しまれていることに気づいたため、計画を断念した。

#### 恐喝未遂
このようにして春三の誘拐計画に失敗した直後、Kは日本国有鉄道（国鉄）王子駅付近で偶然出会った若い女性（22歳 - 23歳）を旅館に誘って強姦し、金品を要求しようと考え、その女性を「自分は興信所員だ。聞きたいことがあるから、旅館に行こう」と誘ったが、断られたため簡単に諦めた。やがて所持金が乏しくなり、数日間にわたり野宿生活を送るようになったが、同年8月21日ごろからは品川区東大井のパチンコ店に店員として住み込んだ。パチンコ店で働いていたころは､女優などの誘拐計画を考えることはなく真面目に過ごしていた。
しかし1969年（昭和44年）1月5日、客からの注文のうるさいパチンコ店での仕事に嫌気が差し、無断で店を辞め、三兄の住む寮に身を寄せた。同月16日ごろ、新聞の求人広告で知った石油会社に入社し、天現寺給油所（東京都港区南麻布四丁目）で店員として働き、同店の隣りにあった会社の寮に住み込むようになった。それ以降、一時は忘れていた女優などの誘拐計画を再び考えるようになったほか、同年3月ごろからは大金を得て贅沢な暮らしをするため、多くのガソリンスタンドを経営する石油会社の社長から金を脅し取ろうと考えるようになった。その方法をいろいろ考えた末、ガソリンスタンドの計量器の給油ホースを切断したり、駐車中の自動車のタイヤをパンクさせる方法で相手に嫌がらせをし、その後で脅迫状を送って金を脅し取ろうと決心した。
同年4月中ごろ、Kは映画館にあった職業別電話番号簿で、大きなガソリンスタンドの経営者を物色し、石油会社「夏」と同社社長宅の番号記載部分を破り取り、同社（東京都墨田区両国四丁目）の社長に脅迫文を送って恐喝する目的で以下の犯罪を犯した。
1. 1969年4月27日1時ごろ、「夏」社の経営する給油所（品川区東五反田二丁目）で給油計量器の給油ホース3本を繰り小刀で切断し、道路下の水槽に投棄した（器物損壊罪：損害額約48,000円）[2]。
2. 1969年5月4日1時過ぎごろ、同社の経営する給油所（墨田区立川一丁目）で1. と同様、給油ホース3本をくり小刀[注 3]で切断し、付近の川に投棄した（器物損壊罪：損害額約39,000円）[2]。また、同給油所に駐車していた自動車6台のタイヤ計20本をくり小刀で突き刺してパンクさせるなどした（器物損壊罪：損害額約65,500円）[2]。
3. 1969年5月4日か5日の夜、従業員寮の自室で便箋2枚に「夏」社へ宛てた「11日に100万円を用意して東京タワーへ来い。要求に応じなければ、さらに営業上の損害を与える」などの内容の脅迫状を書き[注 26]、同社社長（既に故人）へ郵送したが、手紙を読んだ社長の息子が要求に応じなかったため、喝取の目的を遂げなかった（恐喝未遂罪）[2]。

また、このころは直ちに実行するつもりではなかったが、女優などの誘拐についても時々計画を練り、北区や品川区の地図の中の女優数名の住所や、将来大金を奪った際の預金先として、いくつかの郵便局や信用金庫の所在地に印をつけるなどしていた。それでも6月末ごろにはいったん心を入れ替え、「真面目に働こう」と考えたこともあったが、1週間くらいで元の気持ちに戻ってしまう。同年8月ごろ、「会社をやめて子供を誘拐し、大金を手に入れて楽な生活をするとともに、女優などを誘拐する準備をしよう」との意思を固め、同月27日に退職した。当時、Kは給料と預金の解約金を併せ、約75,000円の現金を所持していた。

## 誘拐殺人

### Aの祖父宅への放火未遂
8月28日以降、Kは金のある質屋の子供を誘拐しようと恵比寿付近で、子供がいそうな質屋を物色し、同日夕方に男児A（本事件の被害者）の父親が経営する質屋「甲」を見つけた。この質屋「甲」（渋谷区恵比寿一丁目）には長男A（当時6歳／渋谷区立広尾小学校1年生）のほか、長女B（4歳）・次男C（2歳）の子供3人がおり、Aの父親である店主Xの父親Y（Aの父方の祖父）も近くで別の質屋「乙」を経営していた。また、その1日か2日後には別の質屋「丙」（渋谷区恵比寿南一丁目）にも子供がいることを把握したが、徘徊し続けるうちに立派な家（＝Aの祖父Yが経営する「乙」）を見つけたため、「誘拐ではなく、放火でもして家屋の一部を焼き、相手の畏怖に乗じてさらに脅迫して金品を得よう」と考えた。
そこで放火の方法として、ガソリンをポリエチレン袋に入れて投げ入れ、着火する方法を思いつき、8月30日にはポリ袋とガソリン4 Lを相次いで購入。同日夜には野宿した「恵比寿東公園」（恵比寿一丁目2番／以下「東公園」）の便所内で、ガソリンをポリ袋2つに分け入れ、31日5時過ぎごろにそれらの袋とマッチを持って「丙」へ向かい、放火の機会を窺った。しかし、向かい側の家の人に見られた感じがしたため、「丙」ではなく「乙」へ放火することを決め、同日6時ごろ、ガソリン入りのポリ袋2包を「乙」敷地内に投げ入れ、袋内のガソリンを母屋南側壁面に密接していた竹垣近くに飛び散らせた。そして点火した包装紙様の紙を投げ入れ、ガソリンに引火させたが、家屋には引火せず、竹垣の結び紐を焦がしたのみで自然鎮火した。そのため、「この計画も失敗した」と思い、同店から金を脅し取ることは断念した。

### Aの誘拐計画
このようにして放火による恐喝に失敗したKは、再び質屋の子供を誘拐して身代金を得ることを考え、恵比寿付近を徘徊した。同日（8月31日）夜、Kは「甲」の前を通りかかった際、店内に同家の長男であるAの姿を見つけたため、Aを誘拐の対象にすることを決めた。
その翌日（9月1日）以降、Kは昼間は「甲」付近の東公園で過ごし、夜も同公園で野宿したり、「甲」の向かいにある旅館に泊まるなどして、Aの動静を探った。その結果、9月4日ごろにはAが広尾小学校へ徒歩で通学していること、その登下校時間、15時ごろに東公園へ遊びに来ることなどを知った。その翌日（9月5日） - 7日ごろまでの間、Kは東公園に遊びに来る子供たちを安心させ、Aに近づく機会を得るため、公園で子供たちと遊んだり、菓子やおもちゃを与えたりした。その間、Kは「遊んでいるAを友達を通じて連れ出し、腹を殴って気絶させた後、タクシーに乗せて旅館に連れ込み、テープで両手足を縛って猿轡を噛ませ、薬を飲ませて眠らせ、鞄に詰めて押入れに入れておき、両親に身代金を要求する」という実行方法を考え、同月7日未明にはスナック店でその犯行の手順や、身代金の使途・犯行後の変装などについて手帳に書いた。
9月8日、KはAの誘拐を実行しようと決め、14時ごろに遊びに来たAや妹B、友達たちと遊び、公園からAたちを連れ出して広尾小方面やその空き地などを連れ回ることで犯行の機会を窺ったが、いつも他の子供がいたり、いざという時に容易に実行に踏み切れなかったりするうち、18時過ぎにAの父Xが迎えに来たため、同日は誘拐できずに終わった。その結果、Kは所持金も少なくなってきたことから焦りを覚え、「友達を使ってAを誘い出すのではなく、通学途中のAを渋谷橋交差点歩道橋付近で襲って因縁をつけ、驚いたところを腹を殴って気絶させて略取しよう」と決意。同時に「もし略取後、Aが騒いだりした場合には刺し殺すか、旅館で絞殺するのもやむを得ない」と考え、同日中に死体を包む大型のポリエチレン袋（縦73 cm×横64 cm）10枚1組を購入。また、国鉄恵比寿駅の一時預かり所に預けてあった自分の荷物の中からくり小刀・布テープなどを取り出し、それらを持って東公園に駐車中の自動車の中で寝た。
9月9日朝、KはAの略取を実行するため、東公園で登校するAを待ち受けたが、Aは母親と一緒に登校していたため、略取できずに終わった。同日午後、Kは再び東公園で他の子供に「友達と会う約束をしている」と話しているAを見つけ、近くのパチンコ店の便所でズボンを穿き替えた上でAを略取しようとしたが、パチンコ店に行っている間にAは姿を消していたため、この時も失敗に終わった。同夜、Kは東公園付近の旅館に泊まり、所持品のうち（繰り小刀など）犯行のため携帯するものとそうでないものとを分けたりして、翌朝の犯行に備えた。

### 事件当日

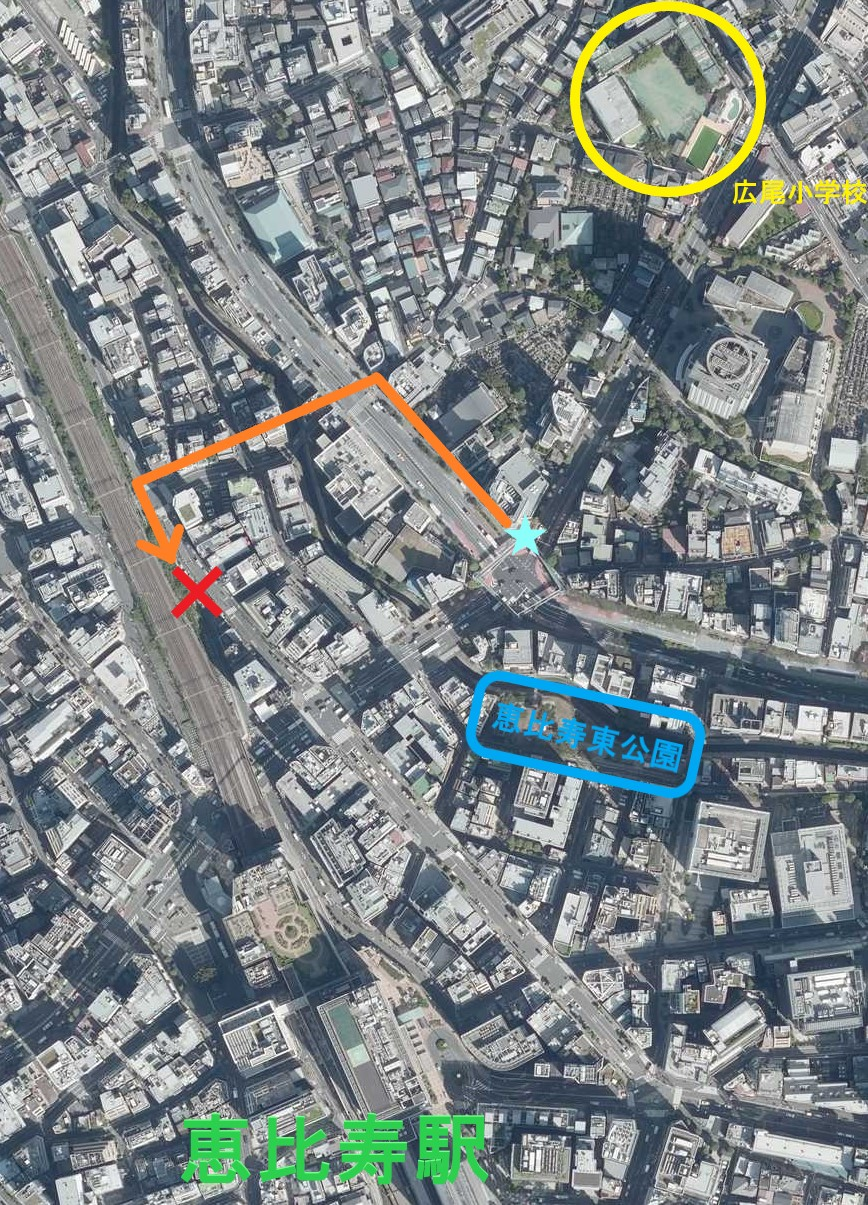
事件現場周辺の航空写真。赤い×印は殺害現場（渋谷区立東三丁目公衆便所）、水色の★は拉致現場（渋谷橋交差点歩道橋北東階段）。

事件当日（1969年9月10日）朝、Kは8時ごろに目を覚ました。8時10分ごろに東公園を通って通学するAを待ち構えるため、急いで身支度をし、くり小刀をシャツの下の腹のバンドのところに挟み、布テープの芯を抜いたものをズボンの左後ろポケットに入れて旅館を出ると、8時5分ごろに東公園に着き、そのままAを待ち構えた。そして、まもなく友人2人とともに登校するため現れたAの後を追い、8時10分ごろに渋谷橋交差点歩道橋（渋谷区恵比寿三丁目9番19号先）を渡った。その北東階段を降り終わろうとするや、KはAの襟首を掴んで階段下の路上に連れ込み、「俺の弟を泣かしたろう」と因縁をつけ、右手の拳でAの腹部を殴った。Aが泣き出すと、Kは帽子やランドセルをその場に脱がせ、「助けて、助けて」と泣き叫び、もがくAを両手に抱きかかえ、走って「渋谷区立東三丁目公衆便所」（渋谷区東三丁目27番地）まで拉致した（身代金目的拐取罪）。当時は周囲を多くの人や車が行き交っていたが、目撃者の多くは誘拐とは気づかなかった（後述）。
Kは公衆便所の男用大便所にAを連れ込み、内側から施錠したが、Aが「助けて」「殺される」と大声で泣き暴れたため、仰向けに押し倒し、手で口・頭を押さえつけたり、布テープを口に貼り付けたり、両手首を布テープで縛ったりした。しかし、Aが激しく暴れたことで口の布テープは外れてしまい、Aがまた泣き叫んだため、それを聞きつけた女性から「どうしたのですか」と声を掛けられた。そのため、Kは驚いてAの口を両手で塞ぎ、右膝でAの腹部を押さえつけ、声を出せないようにしながら、再度ドアの前から尋ねてきた女性の声に対し「何でもないんです」と繰り返し答え、女性を立ち去らせた。そしてAの口にハンカチを押し込み、その上に布テープをまた貼ったところ、Aは両手の布テープを外し取っており、口に貼られた布テープをもぎ取って「殺される」「助けてえ」と大声で叫んで暴れ出したため、Kは「この場でAを殺すしかない」と判断。8時20分ごろ、Kは右膝でAの腹部を押さえつけ、左手で口を押さえたまま、右手で腹のところに挟んであったくり小刀を順手で持ち、Aの胸を突き刺そうと前に構えた。しかし、Aはくり小刀を防ぐため、両手で刃を掴んだため、Kはくり小刀を右逆手に握り直して上方に引き上げ、Aの手が小刀から離れたところ、そのまま心臓めがけてくり小刀を突き出し、Aを刺殺した（殺人罪）。
その後、KはAの死体を鞄に詰めて始末しようと考え、くり小刀や手に付いた血をちり紙で拭った上で、死体をそのままにしてドアを越え、便所の外に出た。そして、恵比寿西一丁目の鞄屋を訪れ、ビニール製オープンケース（大型スーツケース／高さ46 cm×長さ66 cm）を購入して便所に戻り、Aの死体を便器の上に斜めうつ伏せに渡して血を切ってから、ケースに入れた。そして、便所の床タイルや壁などに付着した血液をハンカチで拭き取るなどした後、8時40分頃に死体入りのケースを持って便所を出、タクシーを拾って渋谷駅に向かった。当初は東急東横線の渋谷駅へ向かうつもりだったが、オープンケース（鞄）から血が染み出していることに気付いたため、国鉄渋谷駅付近でタクシーを下車。同駅北口男便所の大便所内に入り、ポリ袋8枚を用いて、オープンケースから出したAの死体を包み、布テープで貼り付けた上で再びケースに入れたほか、水洗タンクの上にAの靴のうち片方を放置した。そして同日10時過ぎ、東横線渋谷駅構内の携帯品一時預かり所にそのオープンケースを預けた（死体遺棄罪）。
Aの死体を遺棄した後、Kは恵比寿駅まで徒歩で戻った。そして計画通り、Aの親（Xおよびその妻）に電話を掛けて身代金を要求しようと考え、恵比寿駅付近の電柱広告により、「甲」（A宅）の電話番号を確認してメモし、恵比寿二丁目の喫茶店でメモ帳に、電話で通知する脅迫と身代金要求の文句を起案した。そして11時25分ごろ、国鉄恵比寿駅（渋谷区恵比寿南一丁目1番地）構内の公衆電話ボックスからA宅（「甲」）に電話を掛け、電話に応対した店主のX（Aの父親）に対し、メモ帳を見ながら「ガキは預かっている。500万円用意しろ。1日だけ待ってやる。警察に知らせたらかたわになるか、生きてはもどらないぜ。それでもよかったら知らせな、また電話する」と告げ、身代金を要求した。Kは警察の動向を窺ってから、翌11日に2回目の脅迫電話を掛け、Aの靴を家族に見せた上で、3回目の電話で身代金を得るつもりだったが、2，3回目の電話を掛けるタイミングは決めていなかった。
その後、Kは恵比寿駅付近の映画館で映画『黄金の七人』を鑑賞したが、23時30分ごろに映画館を出て渋谷駅前の喫茶店へ向かう途中で職務質問を受け、取り押さえられた。当時、Kの所持金は100円玉5枚、50円玉2枚、1円玉4枚しかなかった。

## 捜査
Aとともに通学していた同級生2人が登校後、担任教諭にAが連れ去られた旨を伝え、これを受けた教諭は8時30分ごろにA宅に電話した。Aは帰宅しておらず、母親らが親類や知人宅を探したり、小学校周辺を捜索しても見つからなかったため、Aの父親Xが9時30分ごろに渋谷警察署へ捜索願を出した。これを受け、渋谷署は現場をはじめ、A宅や学校へ捜査員を派遣し、警視庁捜査一課にも事件を連絡。10時ごろにA宅の電話に逆探知装置を取り付けたところ、11時25分ごろに先述のような身代金を要求する電話が掛かってきた。また、警視庁捜査一課はXからの届け出と同時に、同課殺人班・特殊捜査班（誘拐担当）・強盗班のほか、機動捜査隊・渋谷署員ら計100人を動員して捜査本部を設置し、現場付近での聞き込みなどによる極秘捜査を行ったほか、11時には報道関係各社との間で報道協定を締結した。
11時10分、警視庁通信指令室に事件の一報が入った。事件によっては関係警察を総動員して緊急配備を司令するが、既に事件から3時間あまりが経過していたため、同室は「パトカーがサイレンを鳴らして走り回ると、かえって犯人を刺激し、Aの生命に危険が及ぶ虞がある」と判断して緊急配備検問は行わず、都内全警察署と交番、外勤警官に対し、事件内容と犯人・被害者Aの人相、特徴などを手配した。
一方、目撃者の同級生2人はAを拉致した男について、「事件の2日前（9月8日）にA宅付近の山下公園（恵比寿東公園）で、Aや自分たちを含む子供たちと遊んでいた若い男」と証言したため、捜査本部は「犯人は東公園でAに狙いをつけ、登校時を狙った」と断定。翌日（9月11日）0時1分、渋谷区渋谷三丁目18番地の路上で、捜査一課の巡査部長と渋谷署捜査係の巡査が若い男 (K) を見つけて職務質問したが、Kは持っていたビニール袋を投げ出して逃走。追跡の末に取り押さえられ、所持していた包みの中にAの靴が入っていたことから、渋谷署へ連行され事情聴取を受けたところ､Aを殺害して死体を隠したことを自供したため、身代金誘拐・殺人・死体遺棄の被疑者として0時10分に逮捕（緊急逮捕）され、自供通り東横線渋谷駅構内の荷物預かり所で、鞄に入ったAの死体が発見された。
取り調べに対し、被疑者Kは「金に困り、1週間前から誘拐を計画した。犯行のヒントは映画やテレビ（特に『ザ・ガードマン』）を参考にした」と自供。また、Aの履いていた靴のうち片方を持ち歩いていた理由については「吉展ちゃん誘拐殺人事件（1963年）の犯人が身代金の取引の際、被害者の靴を使ったことを知っていたので、子供を始末してからも靴だけは持っていようと思った」と供述した。一方、逮捕日（9月11日）に作成された司法警察員の弁解録取書および同日付の司法警察員調書によれば、Kは弁護人の主張（『当初から殺意を抱いていたわけではなく、騒がれたことで殺意が生じた」という旨）に添う自白をしていた。また、Kが事件前に犯行計画や、奪った身代金の使途などを記したメモも発見された。
捜査本部は9月12日、被疑者Kを検察官送致（送検）した。同日付の検察官調書によれば、Kは「『もし子供が騒いだりして手に負えなくなった場合は、刺すなどして殺すしかない』と考えていた。ビニール袋は死体を包むため、事前に購入した」という趣旨の供述をしたほか、9月17日・18日・21日付の司法警察員調書や同月25日付の検察官調書によれば「9月8日の夕方に殺意が生じ、ビニール袋も死体を入れるために用意した」と自供していた。
東京地検は1969年10月2日、被疑者Kを身代金目的略取・殺人などの罪で東京家庭裁判所へ送致した。家裁における審判の際、Kは「初めから殺意を抱いていたわけではない」という趣旨の供述をしたが、同月30日の検察官調書では「（家裁で事前に殺意を抱いていたことを否定する供述をした理由は）兄がそばで聞いており、その場の雰囲気から『初めから殺意があった』というように述べる勇気がなく、少しでも自分の罪を軽くしたい気持ちも手伝って述べたためだ。実際は警察・検察庁で自供した通りだ」と述べている。その後、Kは東京地検に逆送致され、同年11月5日に殺人・身代金目的誘拐など8つの罪で起訴された。

## 刑事裁判
被告人Kの刑事裁判・初公判は東京地方裁判所刑事第12部（熊谷弘裁判長）で1969年12月24日に開かれた。罪状認否で、Kは放火未遂事件について放火の犯意を否定したが、それ以外は全面的に起訴事実を認めた。

### 争点
主な争点は殺意の発生時期と、犯行時の被告人Kの精神状態（刑事責任能力）だった。

#### 殺意の発生時期について
- 検察官の主張

捜査段階で「事前に『もし騒がれたら殺すしかない』と考えた上で誘拐した。ビニール袋は死体を包むため、事前に用意した」と自供した。
- 弁護人の主張

Aを公衆便所に連れ込んだところ、暴れられたことで処置に窮して咄嗟に殺意が生じた（計画的ではない）。
- 東京地裁 (1972) の判断

以下の点から、9月8日の時点で「『略取後、もし騒がれたりした場合は殺すこともやむを得ない』と考えた上で犯行におよんだ」と認定。
- 犯行前にくり小刀（9月8日まで恵比寿駅に預けてあった）を受け出し、事件当日に携行していた点
- Aの死体を包むのに用いた大型ポリ袋を購入していた点
- 死体を入れるために用いたオープンケースを購入するにあたり、前日に下見していた点
- 殺害から死体遺棄までの一連の行動が非常に機敏かつ的確な点
- 一時は誘拐したAを目薬（催眠効果があると思っていた）で眠らせ、鞄に入れて旅館に置いておく計画を立てていた点

また、事前の殺意を認めた検察官調書（1969年9月12日付）について「検察官と初対面で、弁解の機会を与えられた際の供述であり、信用性が高いと思われる」と指摘した。
- 東京高裁 (1976) の判断

弁護人は原判決について事実誤認を主張し、K自身も改めて「Aが暴れたことで咄嗟に殺意を抱いた」と供述。
東京高裁は「Kは捜査段階で、予めAの殺害も考えた上で犯行の準備をし、計画通りに実行した旨を、当時の心境も織り交ぜた上で極めて詳細・具体的に述べており、他の関連証拠によってもそれらの証言は裏付けられている。犯行前のKの行動に照らしても、原判決の『殺意は蓋然的なものではあったが、犯行前に既に生じたもので、Aに激しく抵抗されて大声を出されたことで顕在化した』と認められる」と指摘し、弁護人の主張を退けた。

#### 犯行時の責任能力について
- 検察官の主張

完全責任能力を主張
- 弁護人の主張

武村鑑定（後述）を根拠に「Kは犯行時、心神耗弱状態だった」と主張
- 東京地裁 (1972) の判断

「Kの異常性格に疑問はないが、武村鑑定は不確かなもの（嚢胞の影響やY染色体の異常の点）を根拠として重視しすぎていたり、矛盾点があるなど、誤りがあるとの疑問が強く、その鑑定意見は到底採用できない。武村・保崎両者ともに『Kには意識障害などは認められない』という共通認識を示している点や、武村が『Kは犯行時、自分が悪いことをしていると十分認識していた』としていることなどから、Kが完全責任能力を有していたことは証明十分なものがある」と結論づけた。
- 東京高裁 (1976) の判断

「原判決は武村鑑定について詳細に検討し、同鑑定書の『限定責任能力』（＝心神耗弱）とする根拠（脳の透明中隔腔嚢胞の存在やY染色体の形態異常の点）の弱さを指摘した上で、『同鑑定書の意見は採用できない』と結論づけたもので、その判断に誤りがあるとは考えられない」「当審における新井鑑定および森鑑定により、原判決の判断に疑いがないことが裏付けられた」と指摘し、原判決の「Kに完全責任能力があることは証明十分」とする判断を追認した。

### 精神鑑定
被告人Kの弁護人は「Kは生来的なものに起因する分裂病質の上、脳の透明中隔腔嚢胞による脳器質性障害の影響が加わり、空想性・情性欠如性を伴う異常性格者だった。その精神障害の程度は著しく、犯行時は是非善悪は弁識できても、それに従って行動することは著しく困難な状態（＝刑法第39条における『心神耗弱』状態）だった」と主張。弁護人と検察官がそれぞれKの犯行時の精神状態を調べるため、Kの精神鑑定を申請した。これを受け、武村信義（東京大学脳科学研究室助教授）・保崎秀夫（慶應義塾大学医学部精神神経科教授）の両名が精神鑑定を実施した。
- 結果、武村は「Kには意識障害や被害妄想・幻聴などのような狭義の精神病症状はない」[59]「Kの素質的・生来的異常性格に関しては（Kの異常性がそれだけによると仮定した場合）、同様の例は通例完全有責とされている経験的事実に照らし、完全有責といわざるを得ない」[55]とした一方、「Kは自閉性を基本的特徴とする、比較的活発な空想性と情性欠如性を伴う粘着性気質を加味した分裂病質（＝生来性の異常性格）で、脳内の左右の右側室間の透明中隔が異常に（中央部最大11 mm）開いていることによって異常性格が強められているほか、Y染色体が異常に長い形態上の異常がある」と指摘し、「犯行時、Kは行為の不法性を洞察し、その洞察に従って行動することが著しく困難だった疑いが強い」とする鑑定結果を示した[55]。
- 一方、保崎は「本件犯行は、結果的には情性欠如が踏み切らせたものと言っても良い」と公判で供述した一方、「Kの脳に嚢胞があることは事実だが、それ自体は一種の脳の奇形というにとどまる」と反論[58]。「Kには性格上の未分化で未成熟な偏りは認められるが、狭義の精神病的症状は見られない。犯行時も特に付加すべき異常な状態があったという確証はなく、それらの性格の基盤の上に、一見かなり計画的と思われる犯行が行われているが、その計画性の中には被告人の空想性、未熟さが混入されている」とする鑑定結果を提出した[59]。

また、控訴審でも新井尚賢と森温理が改めて「1. Kの犯行時及び現在の精神状態について」「2. 1. に関連し、Kの性格・行動傾向における特徴、透明中隔腔嚢胞の存否、Y染色体異常の有無について」の2点に関し、精神鑑定を実施した。その結果、両者は「Kは犯行時、知能は正常範囲内だったが、性格的には偏りがあり、分裂病質と言える。また、当時既に脳内に非交通性透明中隔嚢胞が存在していたことが推定できるが、そのような脳器質障害を基盤とする精神病質とは考えられない。現在の精神状態も犯行時とほぼ同様であり、非交通性透明中隔嚢胞の存在が認められるが、犯行より5年以上経過した現在においても、少なくとも進行しているという傾向はなく、脳器質障害に基づくだろう精神症状（ことに分裂病様症状など）の発現は見られない」と結論づけた。また、KのY染色体の長さについては「日本人男性の平均的なY染色体の長さと差異はなく、遺伝的活性部分についても特異的所見はない」と報告している。

### 死刑求刑
1972年（昭和47年）2月5日に論告求刑公判が開かれ、東京地検の有村秀夫検事は「犯行は一攫千金を夢見た計画的なもので残忍極まりなく、社会に与えた衝撃や影響も大きい。Kは今後、再犯の虞がある」「本事件に酌量すべき情状はない。少年だからといって温情は疑問」と述べ、被告人Kに死刑を求刑した。

### 死刑判決
1972年4月8日に第一審の判決公判が開かれ、東京地裁刑事第12部（熊谷弘裁判長）は被告人Kに死刑判決を言い渡した。東京地裁 (1972) は判決理由にて、#争点の表で示したように、弁護人の「被告人Kは犯行時、予め殺害を計画していたわけではなく、心神耗弱状態だった」とする主張を退け、「Kは事件当時、完全責任能力を有しており、事前に被害者の殺害も含めて計画していた」と認定。その上で、量刑については「身代金を得るために抵抗力の弱い児童を誘拐し、密かに殺害した上で憂慮する家庭に身代金を要求する行為は、言うまでもなく極めて卑劣かつ悪質な犯行だ。『身代金で贅沢な生活をしたい』という犯行動機にも酌量の余地はなく、本犯行で身代金を獲得した後も、ゆくゆくはさらに女優などの誘拐によって大金を得ることまで考えており、動機の悪さは特段のものがある」と指摘した。そして、「Kは事件当時、19歳に達したばかりの少年であり、その犯行は未熟で現実検討能力に乏しいKの人格に起因する面もあるが、Kの家庭・経済的・地域環境などに特別な問題点は見い出せない。Kは捜査段階以降、深く反省しているかのような供述をしているが、その内容には『一日も早く社会に出て、変装して被害者の家に行って働かせてもらって償いをしたい』『被害者の家で仇討ちみたいなことをされたい』など、非現実的なものもあるほか、公判の途中までは深刻感に欠けた態度を取っていたことなどを併せ考えると、裁判所の目から見ても、Kには温かい血が通っていないのではないかと疑われることがあった。幸いなことに、Kはようやく公判の最終段階に至って自己の罪を自覚していると窺われる態度に変わり、裁判所としても人間性の回復の兆しを感じて救われた感を抱くに至っているが、罪質・結果が極めて重大で、動機・態様の悪質さにも格別なものがあること、被害感情および社会的影響も強烈・絶大であることを鑑みれば、死刑制度が存置されている現行法下では、死刑をもって臨むこともやむを得ない」と結論づけた。
被告人Kは東京高等裁判所へ控訴したが、1976年（昭和51年）7月20日に東京高裁第8刑事部（相澤正重裁判長）は第一審判決を支持して被告人Kの控訴を棄却する判決を言い渡した。弁護人は上記のような殺意の発生時期や、責任能力上の問題に加え、「Kの人格・性格・犯行の動機・反省の点などから見て、原判決が死刑を選択したことは量刑不当」「死刑制度は残虐な刑罰を禁じた日本国憲法第36条に違反する」と主張していたが、東京高裁 (1976) は「犯行は誠に卑劣・非道なもので、（誘拐殺人を含めた）一連の犯行の罪質および結果は極めて重大だ。動機態様の悪質さや被害感情の強烈さ、社会的影響の絶大さなどを考慮すれば、死刑を選択した原判決の判断は是認せざるを得ない。Kは犯行時少年で、現在は改悛の情が認められることなどを考慮しても、その判断は不当とは言えない。1948年（昭和23年）3月12日の大法廷判決で示されているように、刑罰としての死刑そのものは残虐な刑罰には該当しない」と指摘し、弁護人の主張を退けた。
被告人Kは最高裁判所に上告し、上告趣意書で「死刑は憲法違反」「犯行時、Kは心神耗弱状態にあった」「死刑は重すぎる」などと主張。しかし、1977年（昭和52年）12月20日に最高裁第三小法廷（天野武一裁判長）は「被告人Kが犯行時少年だったことを考慮しても、悪質・残忍な犯行の責任は誠に重く、死刑はやむを得ない」として控訴審判決を支持し、上告を棄却する判決を言い渡したため、1978年（昭和53年）1月に死刑が確定。このため、Kは戦後37番目の少年死刑囚となり、1979年（昭和54年）に東京拘置所で死刑を執行された。

## その他
被害者Aが通学していた広尾小は1967年（昭和42年） - 1968年（昭和43年）7月にかけ、集団登下校を実施していたが、集団登下校の列に車が突っ込む事故が相次いだため、文部省が1967年に全国の都道府県教育委員会へ「集団登下校は地域の実情に応じて行うよう、その判断は学校に任せる」と通達。広尾小でも、父兄から「（引率の）6年生に全責任を負わせるのは問題」「早起きの家庭や遅いところなど、家庭の事情を考慮していない」など、集団登下校に反対する意見が上がったことや、事件現場となった渋谷橋交差点に歩道橋が設置されるなど、通学路の交通安全整備が進んだことから、わずか1年余りで集団登下校を中止したが、本事件を機に父兄から「もし集団登下校をしていれば…」という反省の声が上がった。事件後、渋谷区恵比寿一丁目（元山下町）母親の会「日まわり会」の会長は、「集団登下校を再開させたい」という意向を表明している。

### 目撃者について
KはAを連れ去った時、通行人らに略取の事実を気づかれないよう偽装するため、わざと「頑張れ」などと声を発しながらAを連れ去っていた。実際、歩道橋の下（明治通り）は車が頻繁に行き交い、通行人も多かったが、目撃者のほとんどは「言うことを聞かない駄々っ子をお兄さんが叱っている風に見え、（誘拐とは思わず）気にも留めなかった」と証言していた。
これを踏まえ、『朝日新聞』 (1969) は「それまでの下校時や夕方、1人で歩いている子供に声をかけて連れ去る誘拐事件（雅樹ちゃん誘拐殺人事件・吉展ちゃん誘拐殺人事件など）とは異なり、本事件の加害者Kは友達2人の前で被害者Aをいきなり殴りつけて連れ去った。誰もが忙しい都会の朝の雑踏と、都会人の無関心を巧みに利用し、大都会の盲点を突いた典型的な犯行で、前例のない大胆な手口だ」と、『毎日新聞』 (1969) も「Kは誰もが忙しく、他人にまで関心を抱いていられない大都会の朝の雑踏の中で、公然とAを誘拐したが、誰も犯行に気づかず、あるいは気づいても声を上げなかったためにAは殺された。そして、Kは公衆便所という簡単にプライバシーを保てる『都会の死角』を利用して犯行におよんだ。この事件は、一見華やかな大都市に隠された恐ろしさを示した事件とも言える」と指摘した。
また、本明寛（早稲田大学教授）は「改めて『都会の無関心さ』に注目された事件だ。登校時間という人通りのかなり多い時間にも拘らず、誰1人として19歳の少年が泣き叫ぶ小学生を横抱きにしているのを異常だと思わなかった。もし誰か1人が一声『大変だ！』と叫んでいれば、この事件は起こらなかっただろう」「大都市の人間は、自分の行動に責任が生じることを恐れて大勢のやることに付和雷同する心理を抱えている。『子供を泣かせているのは、多分親か兄弟だろう』という合理化を自ら行ってしまい、社会の『最初の1人』として言動する責任を回避してしまう」と指摘している。

### 犯行の背景
また、Kが家出して東京に飛び出したものの、仕事が長続きせず、話し相手もいないような環境で孤立した末に犯罪に走ったことと対比する形で、同様に家出して東京に来た少年たちが金や就職先に困り、犯罪に手を染めたり、暴力団と親しくなったりして補導されたりしている実態も報じられた。大門一樹（関東学院大学教授）は、「Kが本事件を起こした背景には、現代の歪んだ消費ブーム、物質万能主義がある。若者はテレビなどを通じて、庶民にはとても手が届かないような優雅な生活や高価な商品の広告を見ることで、メーカーが与える生活価値観を自身の生活価値観と重ねるが、そのような生活を送る能力や抑制力を持たない若者は、犯罪の欲望を駆り立てられる」と指摘した。
また乾孝（法政大学教授）は、「兄弟と比較される末っ子に限らず、常に（自身の見栄や恥・嫉妬心を煽られて）屈辱感の中で育つケースは多く、それが爆発してしまうケースは多い」と、島崎敏樹（東京医科歯科大学名誉教授）は「小さいころにおとなしかったKが青年期になってこのような犯罪を犯したのは、意志薄弱が原因だ。『金が欲しい』という欲望が殺人に直結した」と指摘している。